# Trans Australia Airlines
Trans Australia Airlines (TAA) war zwischen 1946 und 1992 eine bedeutende australische Fluggesellschaft mit Sitz in Melbourne und Basis auf dem Flughafen Melbourne. Das Unternehmen firmierte ab 1986 als Australian Airlines.

## Geschichte

### Duopol TAA und ANA

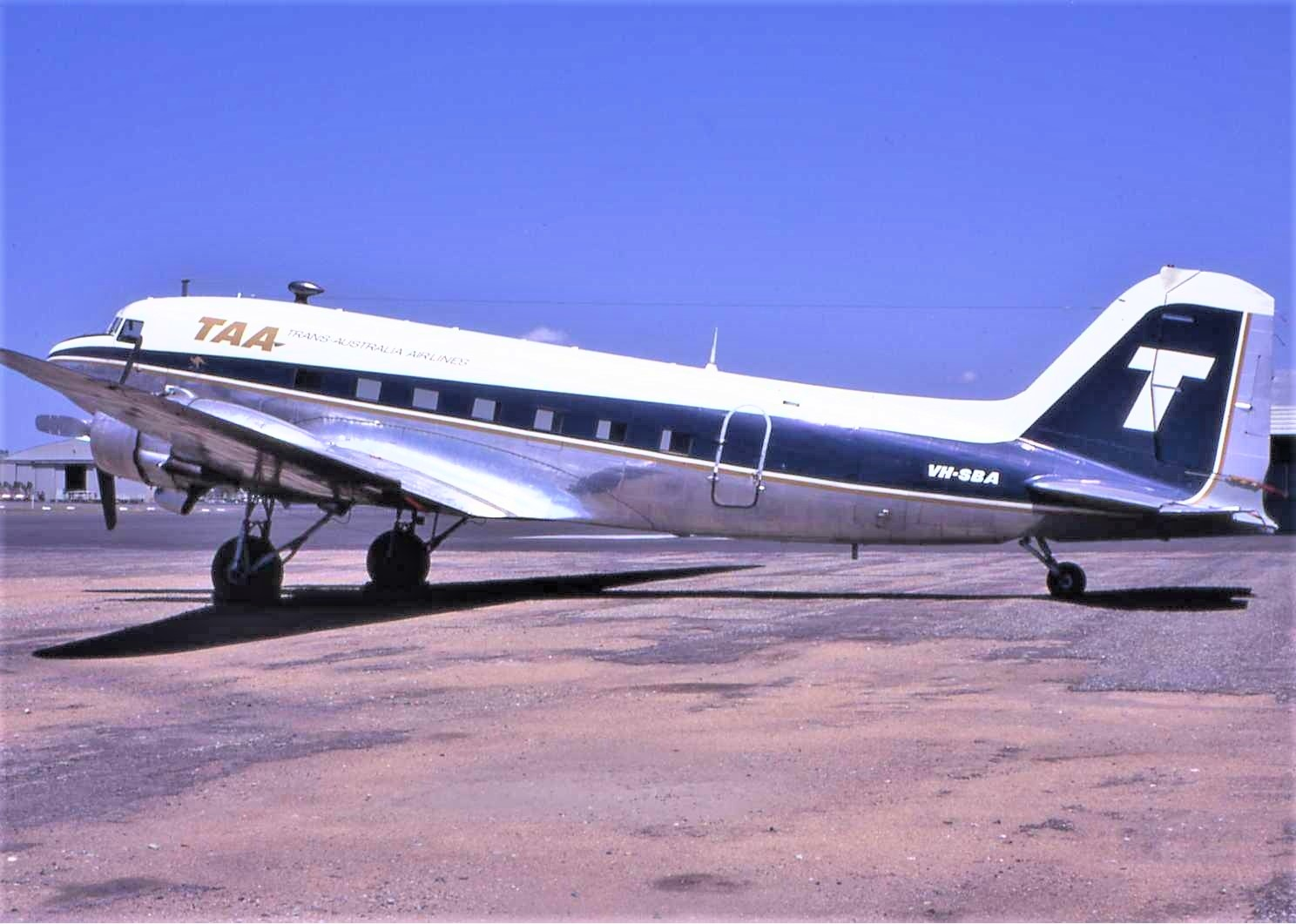
Eine Douglas DC-3 der TAA

Luftfahrtminister Arthur Drakeford berief 1946 die Australian National Airlines Commission ein und plante gemeinsam mit Daniel McVey, dem Generaldirektor der Flugverkehrsbehörde, die Zwei-Fluggesellschaften-Strategie (Two Airlines Policy). Gemäß dieser Politik wurde Trans Australia Airlines 1946 als private Fluglinie mit der Regierung Australiens als alleinigem Anteilsinhaber gegründet. Noch im selben Jahr nahm die TAA den Flugbetrieb auf. Sie war verpflichtet, alljährlich eine Dividende an den Staat zurückzuzahlen.
Trans Australia Airlines war somit in den frühen 1950er Jahren eng mit der im Privatbesitz befindlichen Australian National Airways (ANA) verbunden. Die zwei Fluggesellschaften dominierten den Inlandsmarkt Australiens, auf dem beide den Großteil ihrer Passagiere beförderten. Bis in die 1970er Jahre galt TAA als die kundenfreundlichere der zwei Inlandsfluggesellschaften in Australien und warb auch mit dem Spruch Fly the Friendly Way. Die vom Privatanbieter Ivan Holyman betriebene ANA, durch Firmenübernahmen geschwächt, musste staatlich gestützt werden, damit sie konkurrenzfähig mit der TAA blieb – zudem musste die TAA geplante Neuerungen lange hinausschieben, weil die ANA diese nicht finanzieren konnte. Dritte Anbieter wurden von den Behörden benachteiligt und mussten in den Regionalflugverkehr oder Frachtverkehr ausweichen.

### Duopol TAA und Ansett

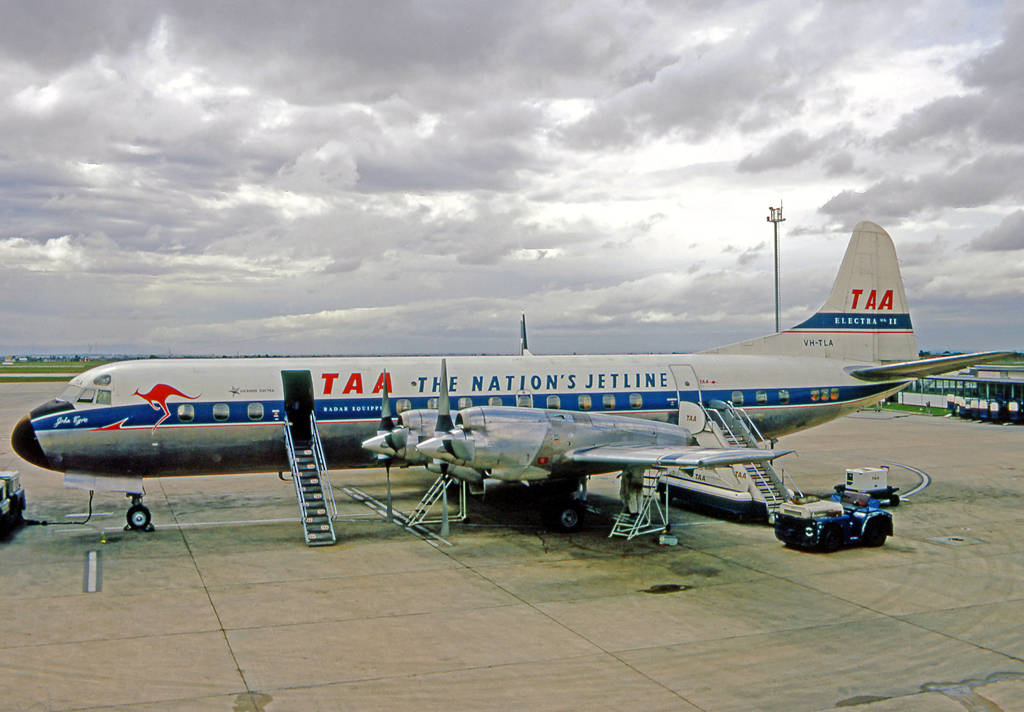
Eine Lockheed Electra der TAA, 1971

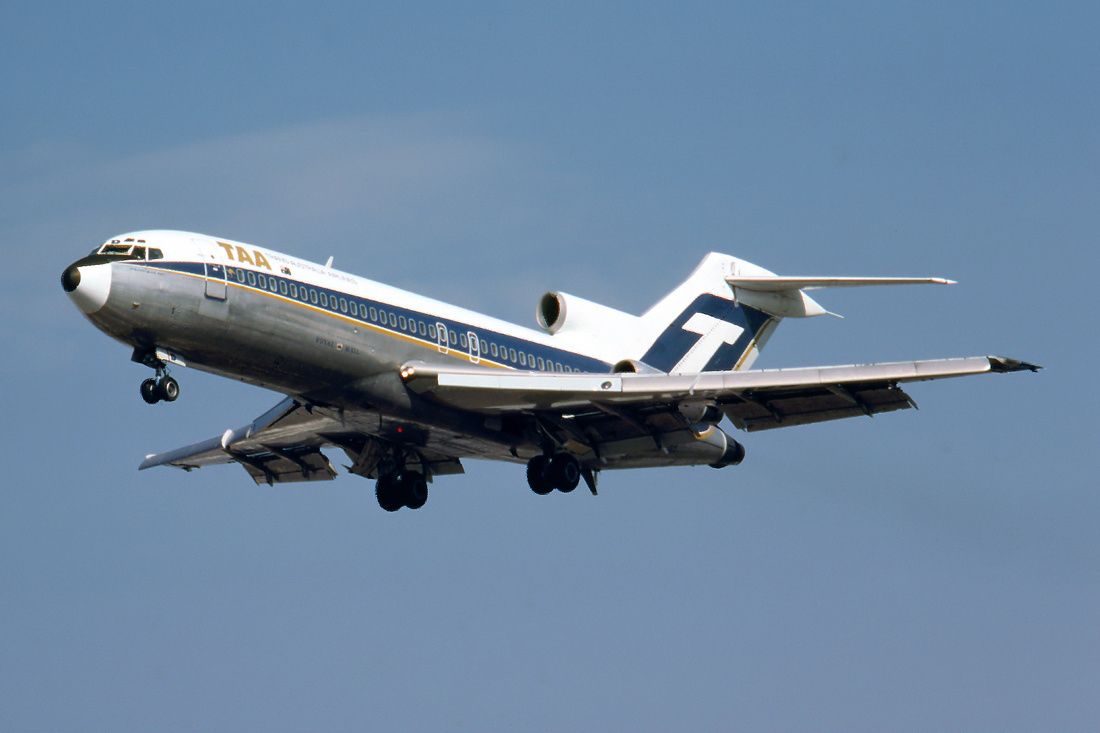
Eine Boeing 727-100 der Trans Australia Airlines

Als Ivan Holyman 1957 starb, war der Aufsichtsrat der ANA gewillt, die Gesellschaft an die TAA zu verkaufen. Die Regierung lehnte den Vorschlag ab, und der bis dato unterlegene Wettbewerber Reginald Ansett (Ansett Airways) kaufte die ANA unter Marktwert auf. Auch in der Zeit der Ansett-ANA (durch die Übernahme war Ansett hoch belastet) blieb der private Kartellpartner der TAA strukturell schwächer. Anstelle der bereits geplanten moderneren Strahlflugzeuge musste die TAA mit dem Lockheed L-188 Electra weiterhin Turboprop-Flugzeuge nutzen, um keinen Vorteil gegenüber der ANA zu haben. Diese Situation besserte sich nur langsam. Diese einzigartige Ordnungspolitik auf dem Flugmarkt wurde weltweit für ihre Stabilität gewürdigt.
In den späten 1970er Jahren wurde die Regulierung des Flugverkehrs allmählich gelockert, was als Open-Skies-Politik bekannt wurde. TAA investierte in den Airbus A300, während Ansett Australia sich für die Boeing 767 entschied. Im Jahr 1986 wurde TAA in Australian Airlines umbenannt. Erst zu Beginn der 1990er Jahre betraten die ersten konkurrenzfähigen Wettbewerber den australischen Markt und das Duopol löste sich auf. Im Jahr 1992 wurde Australian Airlines durch die ebenfalls australische, staatlich kontrollierte Qantas erworben und in die neue Muttergesellschaft eingegliedert. Qantas wurde dann ab 1995 privatisiert.

### Spätere Nutzung des Namens
Der Name Australian Airlines wurde zwischen 2001 und 2006 von Qantas für den Namen einer Billigfluggesellschaft nochmals genutzt.

## Flotte

### Flotte bei Betriebseinstellung

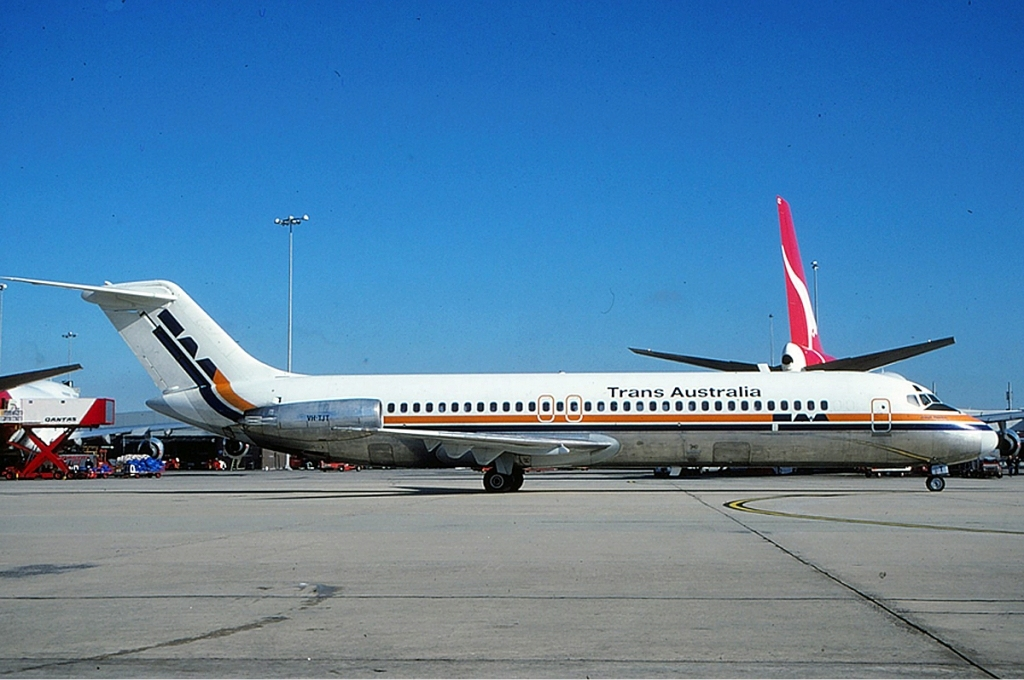
Eine Douglas DC-9 der TAA, 1987

Bei der Übernahme durch QANTAS verfügte Trans Australia Airlines über folgende Flugzeuge:
- 04 × Airbus A300
- 30 × Boeing 737-300
- 01 × Douglas DC-9
- 02 × Fokker F-27-600 Friendship

### Zuvor eingesetzte Flugzeuge

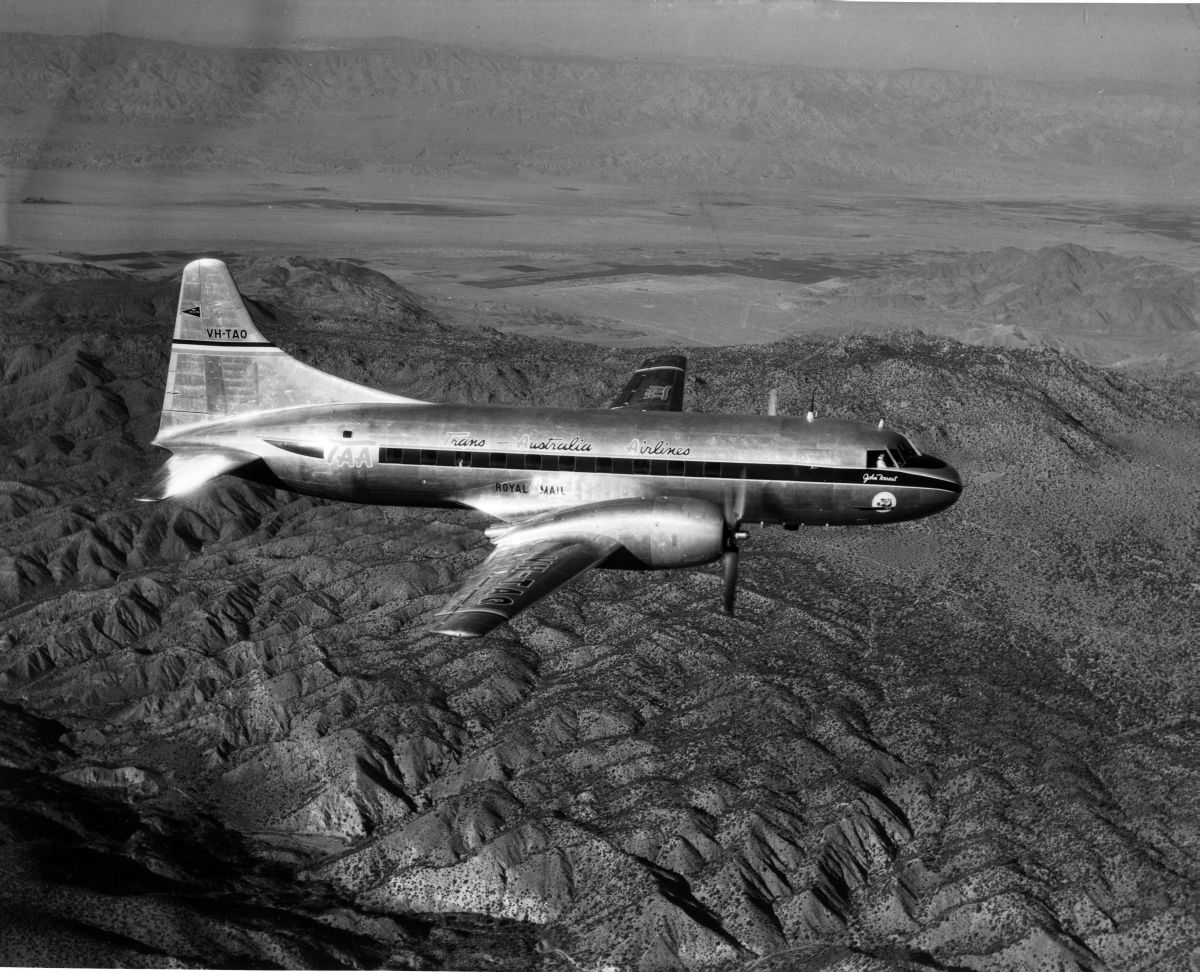
Eine Convair CV-240 der TAA

Davor setzte Trans Australia Airlines auch folgende Flugzeugtypen ein:
- Boeing 727-100
- Boeing 727-200
- Boeing 737-400
- Bristol 170
- Consolidated PBY Catalina
- Convair CV-240
- De Havilland DH.84 Dragon
- de Havilland Canada DHC-3 Otter
- de Havilland Canada DHC-6 Twin Otter
- de Havilland DHC-8
- Douglas DC-4
- Douglas DC-6
- Douglas DC-9
- Lockheed L-188 Electra
- Short Skyvan
- Vickers Viscount

## Zwischenfälle

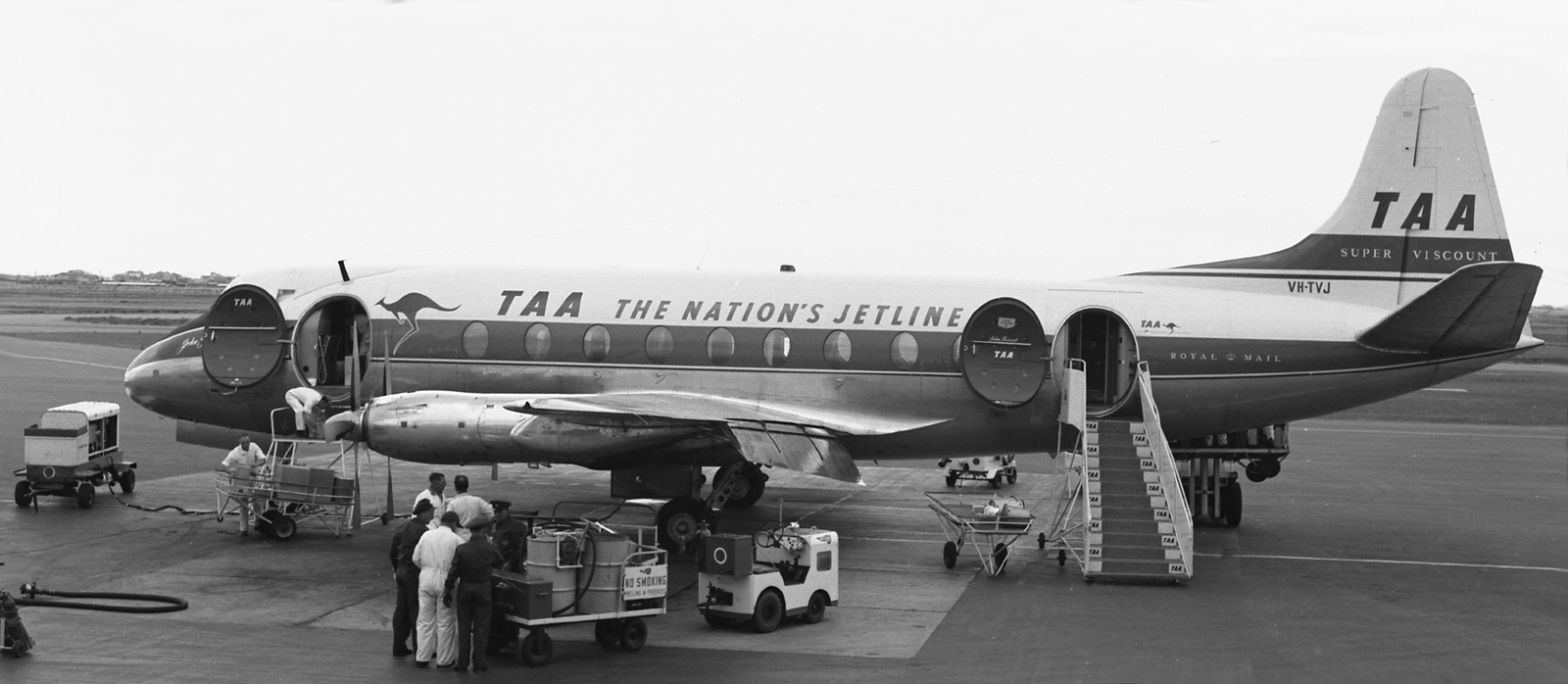
Eine Vickers Viscount der TAA, baugleich mit der 1954 verunglückten

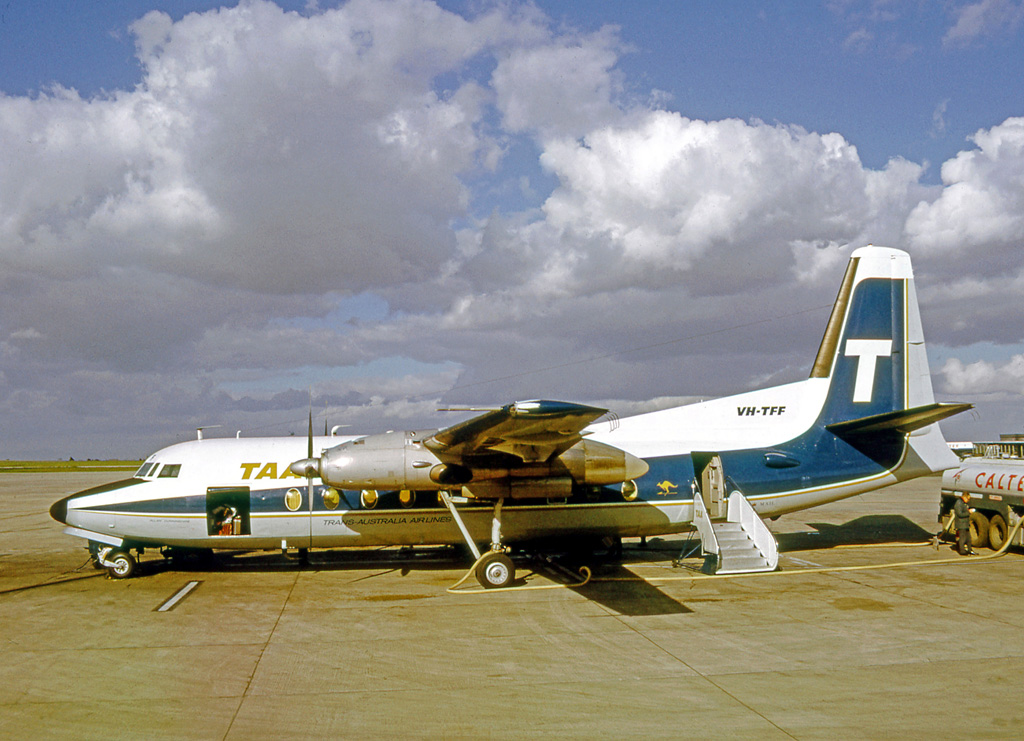
Eine Fokker F27 der TAA, baugleich mit der 1960 verunglückten

- Am 8. August 1951 stürzte eine Douglas DC-3/C-47A-20-DK der Trans Australia Airlines (Luftfahrzeugkennzeichen VH-TAT) unmittelbar nach dem Start vom Flughafen Hobart (Tasmanien) in die Barilla Bay. Die Maschine befand sich auf einem Frachtflug nach Melbourne. Beide Crewmitglieder (die einzigen Insassen) kamen ums Leben.[8]

- Am 31. Oktober 1954 stürzte eine Vickers Viscount 720 der Trans Australia Airlines (VH-TVA) kurz nach dem Start vom Flughafen in Mangalore (Victoria) ab. Von den acht Insassen dieses Trainingsfluges kamen drei ums Leben.[9]

- Am 10. Juni 1960 stürzte eine Fokker F-27-100 Friendship der Trans Australia Airlines (VH-TFB) beim Landeanflug auf den Flughafen von Mackay (Queensland) 12 Kilometer vor dem Ziel ins Meer. Zum Zeitpunkt des Absturzes herrschten schlechte Sichtverhältnisse. Alle 29 Insassen starben, die vier Besatzungsmitglieder und 25 Passagiere. Es war der erste Totalschaden einer F-27 und gleichzeitig deren erste tödliche Unfall.[10]

- Am 24. Mai 1961 stürzte eine Douglas DC-4-1009 der Trans Australia Airlines (VH-TAA) beim Landeanflug auf den Flughafen Brisbane auf Bulwer Island ab. Der Absturz wurde durch gesundheitliche Probleme des Kapitäns ausgelöst. Beide Insassen dieses Frachtfluges kamen ums Leben.[11]

- Am 2. Dezember 1961 kollidierte eine de Havilland Canada DHC-3 Otter der Trans Australia Airlines (VH-SBS) in einer Höhe von 8.000 Fuß nahe Mount Hagen mit einem Berg. Beide Insassen starben.[12]

- Am 28. April 1970 wurde eine de Havilland Canada DHC-6-100 Twin Otter der Trans Australia Airlines (VH-TGR) auf dem Weg von Goroka (Papua-Neuguinea) ins 40 Kilometer entfernte Kainantu bei schlechten Wetterbedingungen in einen Bergkamm geflogen. Trotz des zeitweisen Fluges in Wolken setzte der Kapitän den Flug nach Sichtflugregeln fort. Bei diesem CFIT (Controlled flight into terrain) wurden 8 der 11 Insassen getötet, beide Piloten und 6 Passagiere.[13]